# کویپر سیستمز
کویپر سیستمز شرکت هوافضای آمریکایی است، که یکی از شرکت‌های تابعه آمازون می‌باشد و در سال ۲۰۱۹ برای استقرار یک مجموعه اینترنت ماهواره‌ای پهن باند بزرگ برای ارائه اتصال به اینترنت پهن باند تأسیس شد. این استقرار با نام پروژه خود "Project Kuiper" نیز شناخته می‌شود.